# Mitternachtsstatistik
Mitternachtsstatistik oder Mitternachtzählung ist in Deutschland ein Begriff aus der Krankenhausstatistik. Hierbei handelt es sich um die Erfassung der Patienten zu einem Stichtag (Stichtagsinventur) um Mitternacht mittels Dokumentation (Buchinventur).
Die Berechnung: erfolgt als  Anfangsbestand (00:00 Uhr) + Aufnahmen des Tages - Entlassungen des Tages = Endbestand um 24:00 Uhr, also Mitternacht.
Die Mitternachtsstatistik ist die Basis zur Ermittlung der Belegungstage. Seit 2002 werden als Belegtage neben der Summe der Patienten aus der Mitternachtsstatistik auch bei Stundenfällen die Zahl der so behandelten Patienten gezählt.